# Michael Korda
Michael Vincent Korda (* 8. Oktober 1933 in London, Vereinigtes Königreich) ist ein britischer Schriftsteller und Verleger mit ungarischer Herkunft. Korda war von 1958 bis 2006 beim Verlag Simon & Schuster in New York City tätig.

## Lebenslauf
Michael Korda wuchs in Großbritannien und Frankreich auf. Er wurde am schweizerischen Internat Le Rosey unterrichtet und studierte am Magdalen College der University of Oxford. Von 1952 bis 1954 absolvierte er seinen Militärdienst bei der Royal Air Force.
In den 1950er Jahren zog er nach New York City, wo er zunächst für den Dramatiker Sidney Kingsley als Assistent tätig war. Ab 1958 arbeitete er beim Verlag Simon & Schuster als Redakteur. Später stieg er zum Editor in chief des Verlages auf. In den folgenden Jahren gab er Werke von Richard Nixon, Ronald Reagan, Larry McMurtry und David McCullough heraus. 2006 beendete er offiziell seine Tätigkeit für Simon & Schuster, blieb dem Unternehmen aber als Editor in chief emeritus erhalten.
1985 erschien Queenie, ein Schlüsselroman über seine Tante Merle Oberon. Das Buch wurde überwiegend positiv rezensiert und später als TV-Miniserie mit Joss Ackland, Martin Balsam, Kirk Douglas und Mia Sara verfilmt.
Im Herbst des Jahres 1994 wurde bei ihm Prostatakrebs diagnostiziert. Drei Jahre später veröffentlichte er das Buch Von Mann zu Mann, in dem er über seine Erfahrungen mit der Krankheit berichtete.
2007 veröffentlichte er mit Ike: An American Hero  eine Biographie Dwight D. Eisenhowers. Zwei Jahre später folgte With Wings Like Eagles - A History of the Battle of Britain, ein Bericht über die Luftschlacht um England.

## Familie
Korda ist der Sohn der britischen Schauspielerin Gertrude Musgrove und des ungarischen Filmarchitekten Vincent Korda. Korda ist der Neffe des Filmregisseurs Zoltan Korda und des Filmproduzenten und Regisseurs Alexander Korda.
Im Jahr 1958 heiratete er Carolyn Keese. Nach der Scheidung heiratete er Margaret Mogford, mit der er später auch Bücher veröffentlichte. Aus der ersten Ehe entsprang der 1962 geborene Sohn Chris Korda, ein Gender-Aktivist und Musiker sowie Anführer der umstrittenen Religionsgemeinschaft Church of Euthanasia. Nach Gründung der Church of Euthanasia forderte Korda seinen Sohn erfolglos auf, seine Aktivitäten zu stoppen oder ein Pseudonym anzunehmen.

## Werke (Auswahl)
- Muse of Fire: World War I as Seen Through the Lives of the Soldier Poets. Liveright, New York 2024, ISBN 978-1-63149-688-2.
- Ulysses S. Grant: The Unlikely Hero. 2., verbesserte Auflage. Harper, New York 2013, ISBN 978-0-06-227977-4.
- Hero: The Life and Legend of Lawrence of Arabia. Harper, 2010, ISBN 978-0-06-171261-6.
- With Wings Like Eagles - A History of the Battle of Britain. Harper, 2009, ISBN 978-0-06-112535-5.
- Ike: An American Hero. HarperCollins, 2007, ISBN 978-0-06-075665-9.
- Von Mann zu Mann. Limes Verlag, München 1997, ISBN 3-8090-3006-6.
- Die Masslosen. ECON-Verlag, Düsseldorf 1993, ISBN 3-430-15611-4.
- Queenie. Blanvalet, München 1985, ISBN 3-7645-1734-4.
- Und immer nur vom Feinsten: das turbulente Leben der Kordas. Piper Verlag, München/Zürich 1981, ISBN 3-492-02576-5.
- Der M-Faktor oder wie man sich mit Erfolg durchsetzt: Methoden und Techniken eines neuen Machiavelli. Mosaik Verlag, München 1978, ISBN 3-570-00801-0.
- Macht und wie man mit ihr umgeht. Mosaik Verlag, München 1976, ISBN 3-570-02720-1.